# 차이나타운역 (싱가포르)

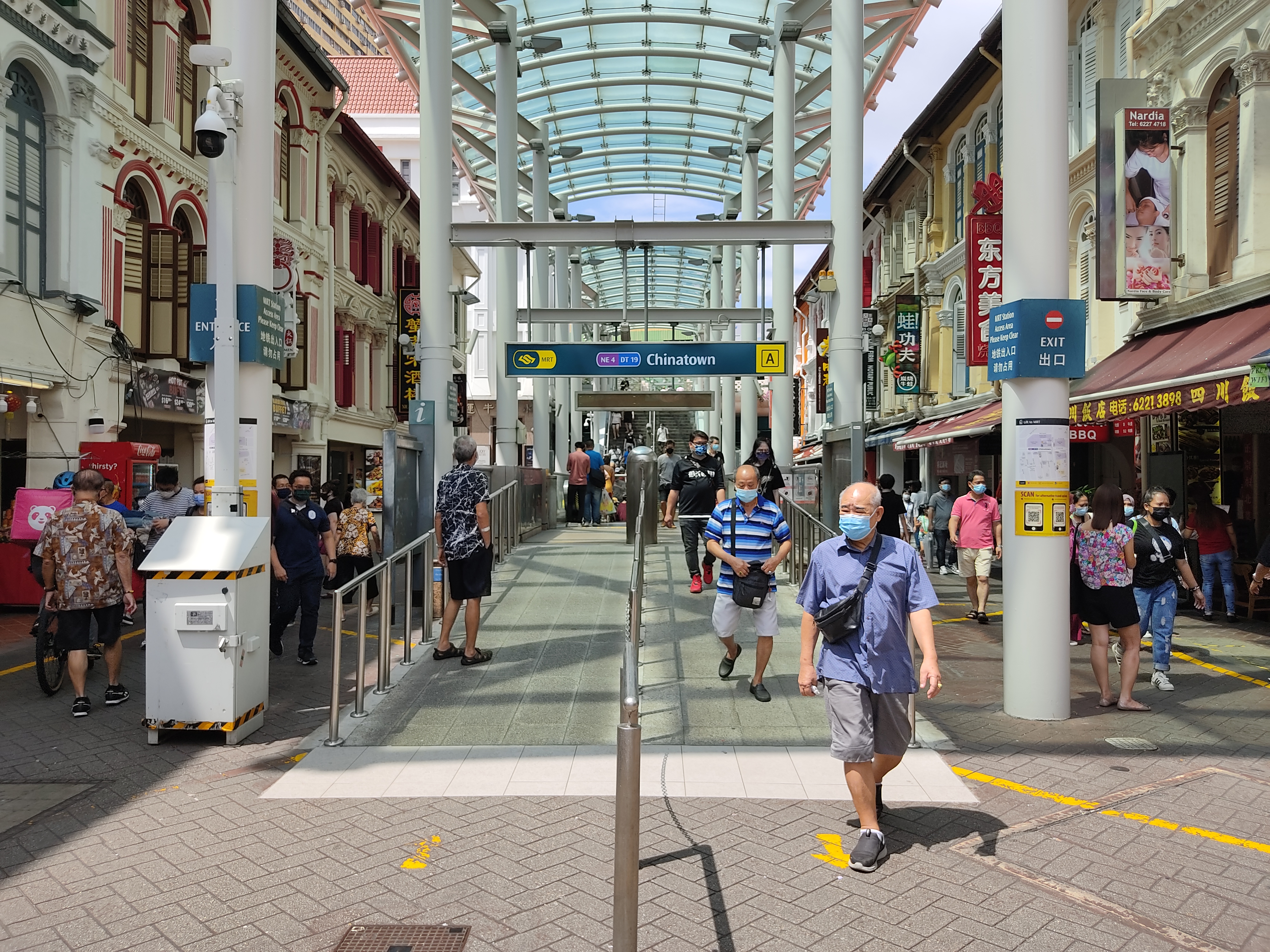

차이나타운역(Chinatown MRT station)은 싱가포르 아우트램에 있는 노스이스트(NEL)와 다운타운(DTL) 노선에 있는 지하철 MRT(Mass Rapid Transit) 환승역이다. 차이나타운의 소수 민족 거주지를 제공한다. 유통센 스트리트(Eu Tong Sen Street), 뉴 브리지 로드 및 어퍼 크로스 스트리트의 교차점에 위치한 이 역은 불아사(Buddha Tooth Relic Temple), 마스지드 자마에(Chulia), 차이나타운 포인트 및 진주방(珍珠坊, People's Park Complex)을 포함한 여러 랜드마크 근처에 있다.
1996년 3월 피플스파크역으로 처음 발표된 NEL 역은 해당 노선 건설 중 수행된 가장 어려운 프로젝트 중 하나였다. 여기에는 가든브리지를 보존하는 것 외에도 주요 도로와 유통센(Eu Tong Sen) 운하를 여러 번 우회하는 작업이 포함되었다. NEL 역은 2003년 6월 20일에 완공되었다. 2007년 3월 NEL이 이 역에서 DTL과 상호 교환할 것이라고 발표되었다. 역의 DTL 플랫폼은 1단계 노선의 일부로 2013년 12월 22일에 개통되었다.
6개의 출입구는 각각 유리구조로 되어 있는데, 파고다 스트리트(Pagoda Street) 입구는 파빌리온 스타일의 투명한 지붕구조를, DTL 입구는 타원형 모양을 하고 있다. 이 역에는 MRT 네트워크의 아트 인 트랜싯 프로그램의 일환으로 두 개의 예술 작품이 있다. NEL 중앙홀과 플랫폼에는 탄 스위 히안의 더 피닉스 아이 도메인(The Phoenix's-Eye Domain)의 일부로 서예가 그려져 있으며, DTL 중앙홀 벽에는 처차이앙의 플라잉 컬러스(Flying Colors)의 일부로 빨랫줄 예술 작품이 있다.